# Elección presidencial de El Salvador de 1923
La elección presidencial de El Salvador de 1923 fue llevada a cabo el 14 de enero de 1923. Alfonso Quiñónez Molina era el único candidato y ganó las elecciones.

## Gobierno de Jorge Meléndez
La Dinastía Melendez Quiñonez que inicio tras el asesinato del Presidente Manuel Enrique Araujo tenía la tradición de dar el cargo presidencial usando el Nepotismo como herramienta principal para dicha acción, la dinastía empezó con el presidente Carlos Meléndez un latifundista de las familias cafetaleras en El Salvador, que tras su fallecimiento su hermano Jorge Meléndez lo sustituyó en el cargo presidencial continuando las políticas de su antecesor, Para 1922 Jorge Meléndez tuvo que enfrentar altos escándalos de corrupción, déficit económicos,desastres naturales y bajos aumentos salariales a empleados públicos a la vez tuvo lidiar con la deuda externa heredada de la federación centroamericana fue así que el gobierno de Melendez tuvo que hacer millonarios préstamos y contratos de arrendamiento hacia los puertos marítimos, y transportes ferroviarios con durabilidad de 15 años hacia los Bancos Estadounidenses y la United Fruit Company, esto provocó manifestaciones a nivel nacional las cuales terminaron siendo reprimidas por la Policía Nacional.

## Candidatura de Miguel Tomas Molina
El 25 de diciembre de 1922 en las cercanías entre la Iglesia El Calvario y el Mercado Central en San Salvador, un grupo de mujeres se manifestó en contra de la candidatura del Dr. Alfonso Quiñonez Molina ya que pretendía seguir con las políticas de la dinastía familiar y propondrían al Dr. Miguel Tomas Molina como candidato opositor a la Dinastía Meléndez Quiñonez, Molina era abogado de profesión graduado en la Universidad de El Salvador además tenía vinculación familiar con el presidente Quiñonez, como primo en consanginidad se desempeñó como férreo opositor hacia la familia Meléndez Quiñonez, lamentablemente esta manifestación terminó siendo reprimida por la Guardia Nacional y La Liga Roja que era un grupo paramilitar creado por Quiñones para vigilar a la oposición la manifestación terminó con un saldo de víctimas desconocido, algunas personas pudieron refugiarse en el hospicio de varones que colindaba con la iglesia el calvario, Quiñonez terminó ganando la elección tres semanas después en esta manifestación se destaca la participación de Prudencia Ayala a los 37 años de edad.